# Ratpenat de ferradura de Nova Guinea
El ratpenat de ferradura de Nova Guinea (Rhinolophus euryotis) és una espècie de ratpenat de la família dels rinolòfids. Viu a Indonèsia, Papua Nova Guinea i Timor Oriental. El seu hàbitat natural són en coves de pedra calcària, vells pous miners, i els vells túnels militars. També s'ha trobat en manglars. No hi ha cap amenaça significativa per a la supervivència d'aquesta espècie.